# زاسنيتس
زازنيتس (بالألمانية: Sassnitz) هي بلدة ألمانية و بلدة تقع في ألمانيا في مكلنبورغ فوربومرن. يقدر عدد سكانها بـ 10,747 نسمة .

## المدن التوأمة
مدن كوكسهاون، تريليبورج، كينغيسيب و هوايان هي مدن توأمة لـزازنيتس.

## معرض صور

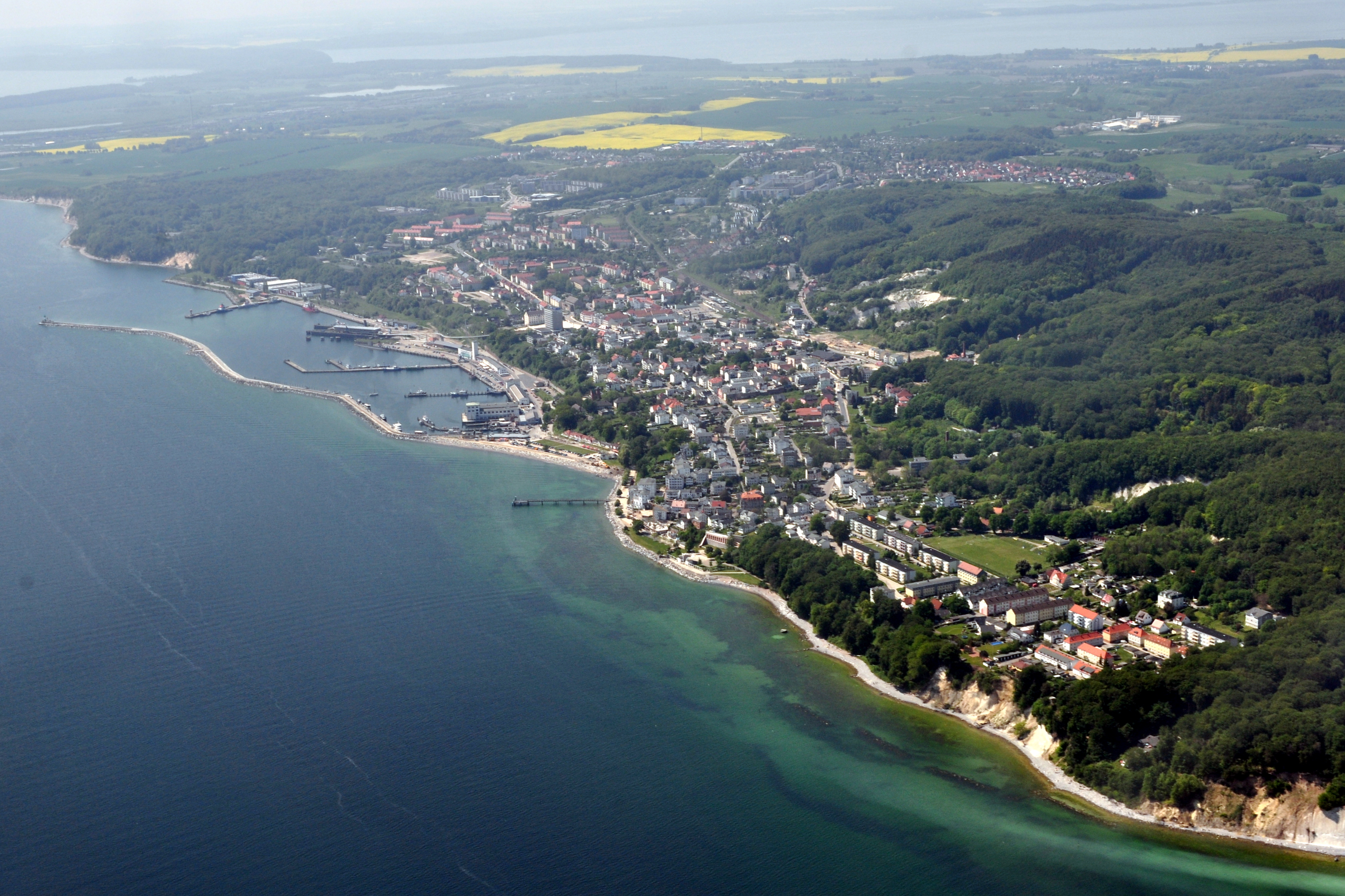
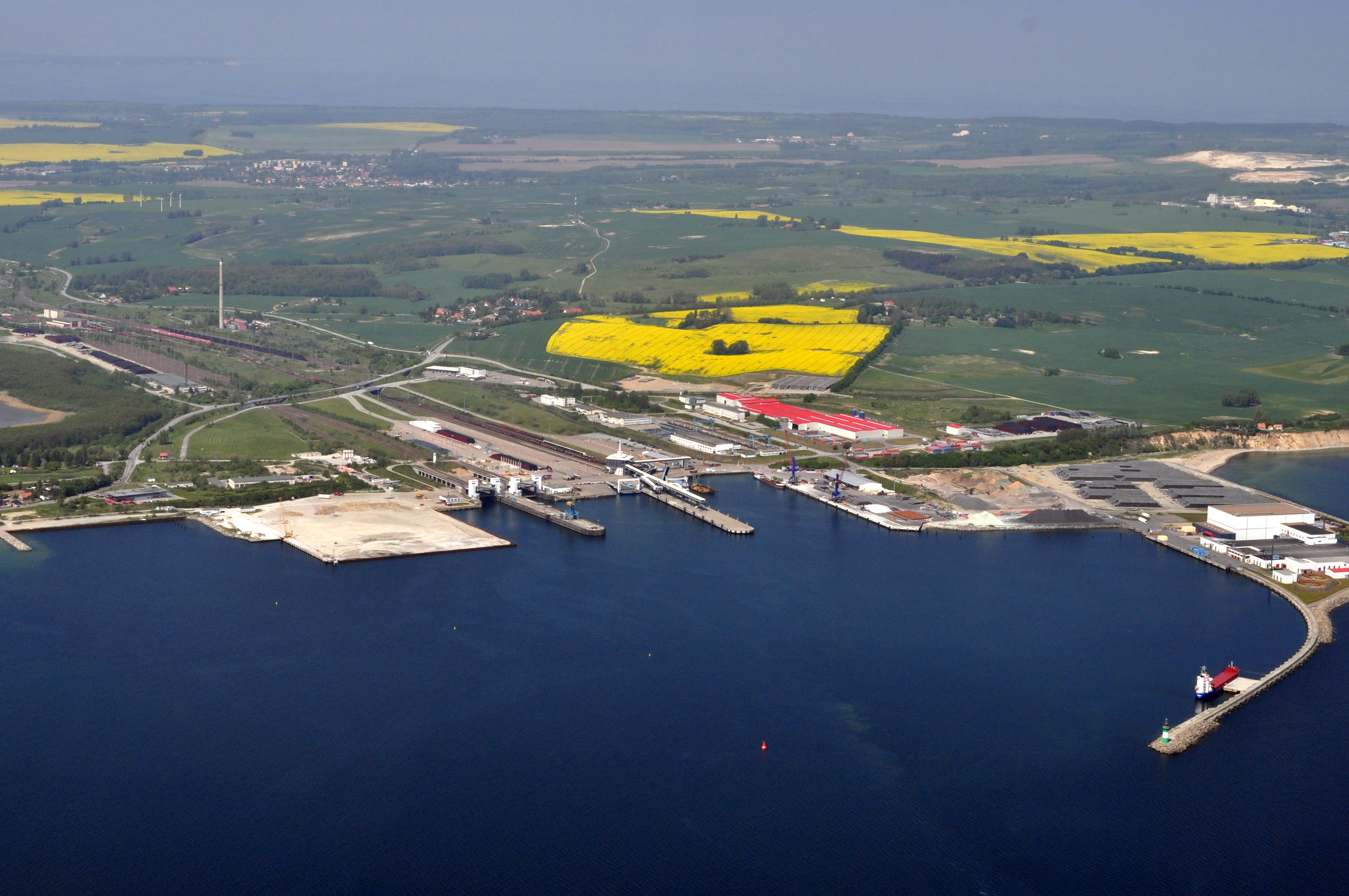
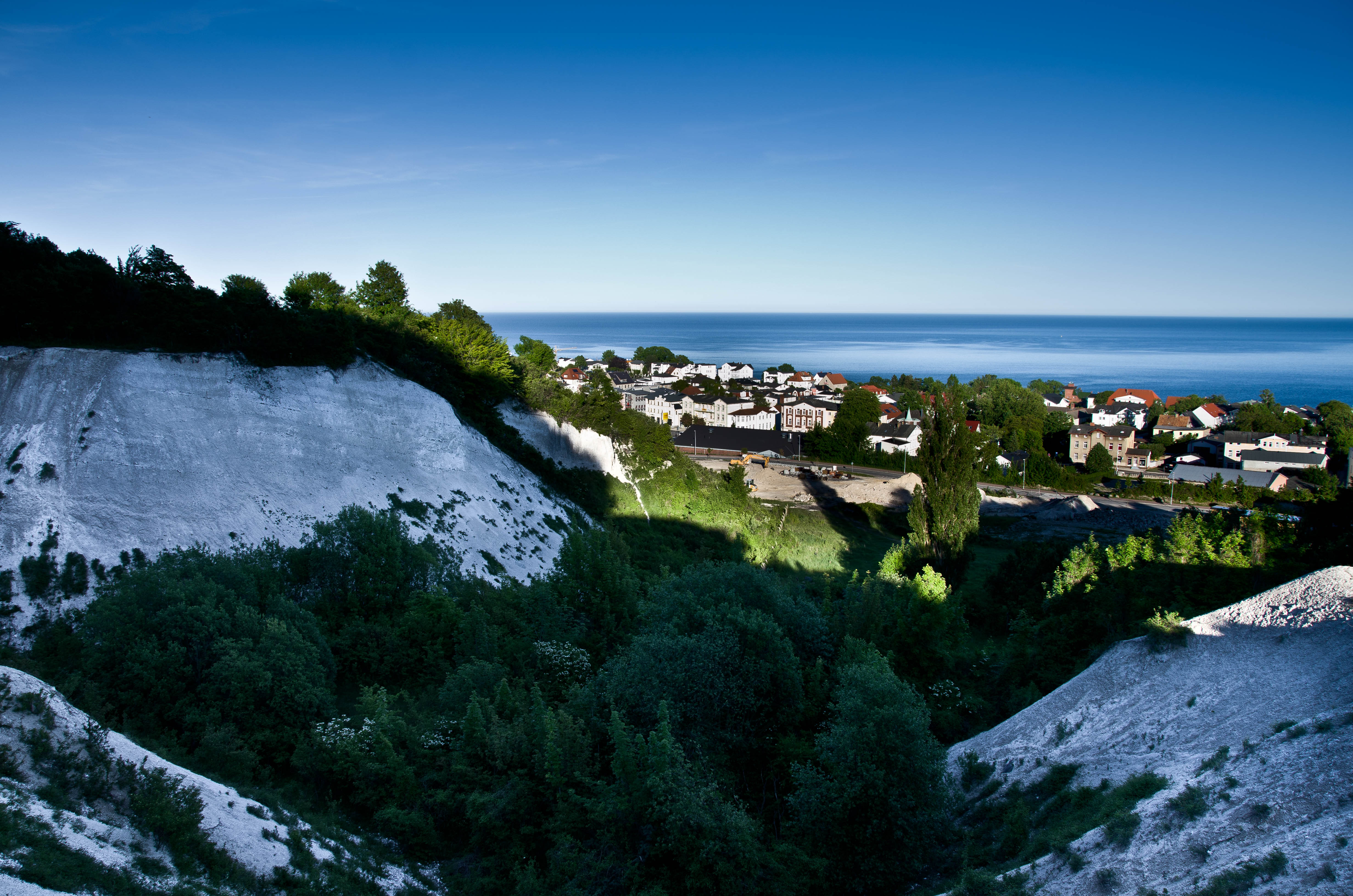
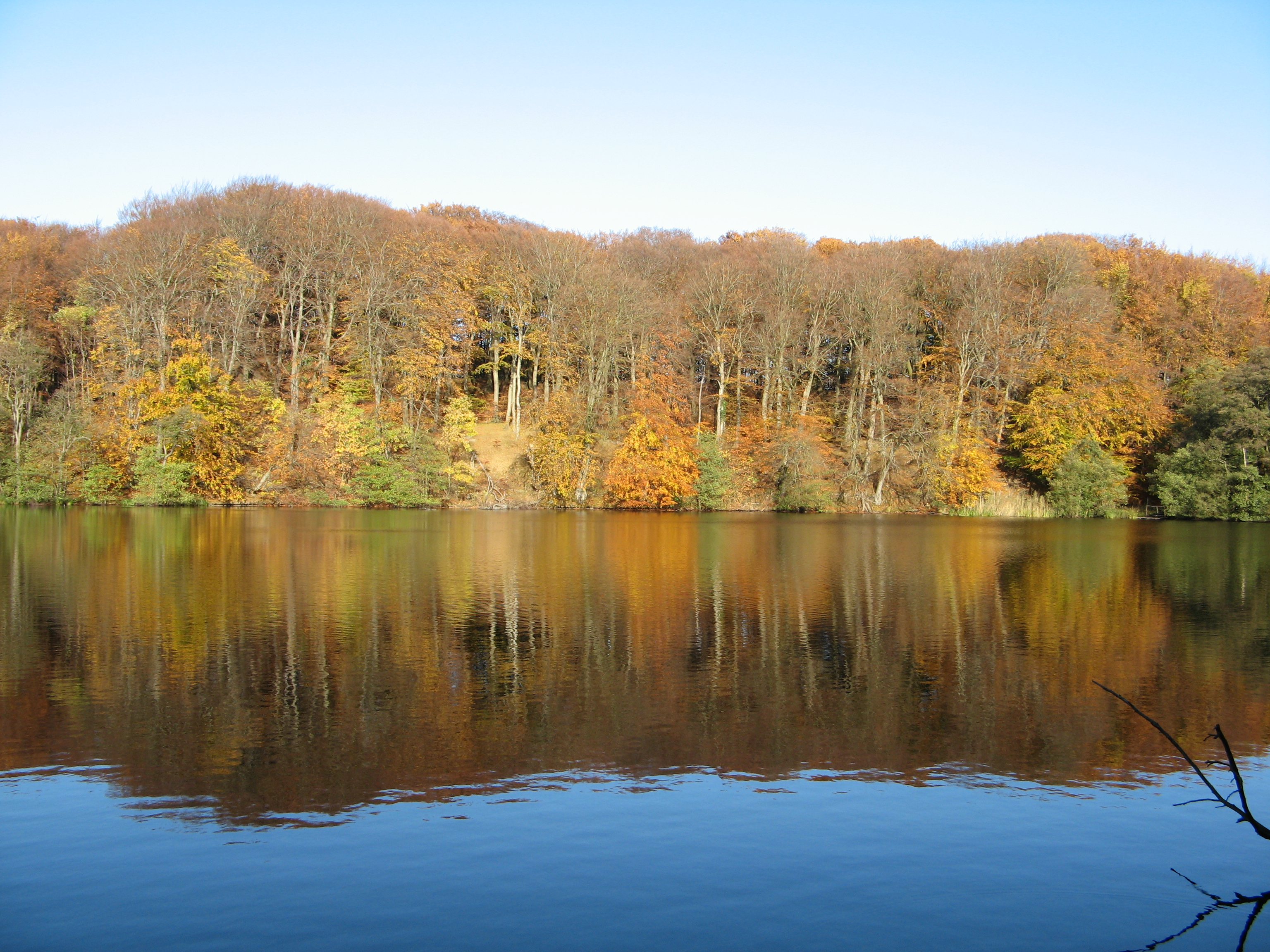

## أعلام
- هيلغا رادتكه